# Richard Smith (historiador público)
Richard Smith es un historiador público y escritor conocido por sus escritos sobre la historia de Nueva Inglaterra y por sus interpretaciones en historia viva de Henry David Thoreau.

## Vida personal
Smith nació y creció en Cleveland, Ohio. Según LA Review of Books, «Richard creció 'obsesionado' con la historia estadounidense del siglo XIX, y sus padres, que lo apoyaban, lo llevaron a campos de batalla y casas históricas en vacaciones familiares». Se graduó de la Universidad de Akron con una licenciatura en historia en 1985. Después de la universidad, continuó estudiando « las enseñanzas espirituales de los nativos americanos» y los trascendentalistas. En su tiempo libre, participó en recreaciones de la Guerra de Secesión y la Guerra de Independencia de los Estados Unidos, y actuó con varias bandas de punk rock.

## Carrera

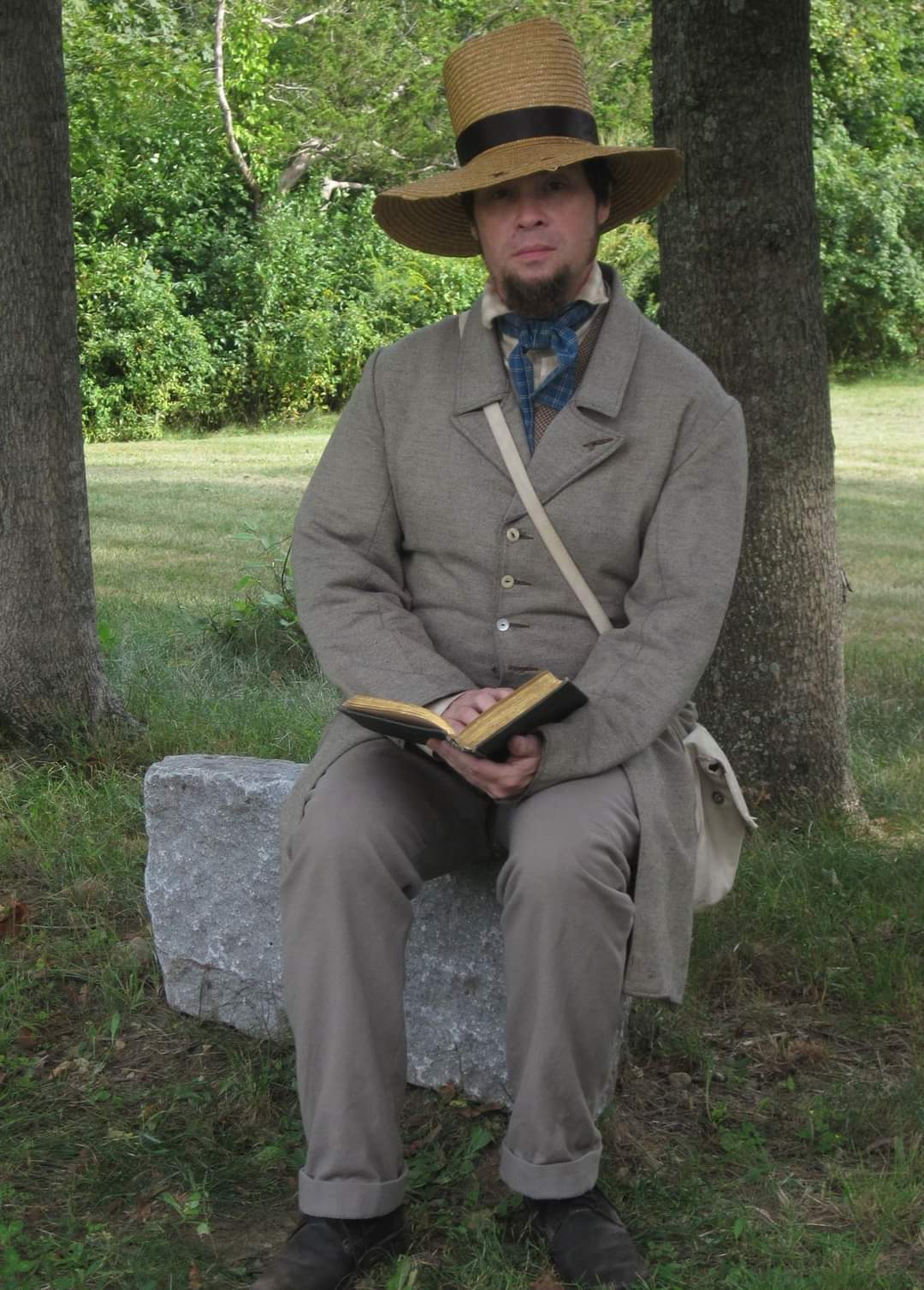
Richard Smith caracterizado como Thoreau.

Smith comenzó su carrera como historiador público mientras trabajaba como un maestro de escuela de Ohio en 1848 para un museo de historia viva de Akron. Después de leer sobre la vida y obra de Henry David Thoreau, Smith decidió visitar Concord, Massachusetts, donde se mudó un año después, en 1999.
 
Además de escribir y dar charlas sobre su investigación histórica, Smith también actúa como intérprete de historia viva. Con trajes de época como Henry David Thoreau, ofrece lecturas públicas de las obras de Thoreau y responde en su personaje a las preguntas del público.
Al explicar su interés en el trabajo de historia viva, Smith le dijo a un entrevistador (que se preguntaba «si él podría ser lo más cerca que estaría de un fantasma») que "quiero que la gente sea consciente del hecho de que Thoreau era un ser vivo, que respiraba, un chico divertido y espiritual». Smith piensa que Thoreau no es un hippie pacífico sino un rebelde, o incluso «el primer punk rockero. No le importaba lo que la gente pensara. Cuestionó al gobierno. Los hippies tienden a ser pacificadores, paz y amor. Pero Thoreau no veía nada malo en que alguien como John Brown intentara poner fin violentamente a la esclavitud».
En sitios relacionados con Thoreau, como Walden Pond o Cementerio de Sleepy Hollow, Smith a veces hace de guía turístico, a menudo en persona y disfrazado. Sus charlas y lecturas, ya sea disfrazado de Thoreau o como él mismo, han tenido lugar en Nueva Inglaterra y más allá, incluido el trabajo para C-SPAN y Living on Earth de la National Public Radio. También amplió y presentó su investigación sobre la historia de los nativos estadounidenses mientras era académico residente en el Museo Longfellow's Wayside Inn.
Es autor de ocho libros, entre ellos Quotations of Henry David Thoreau(2017) y A Short Biography of John Muir (2018). Contribuyó con un prólogo a The Other 'Hermit' of Thoreau's Walden Pond: The Sojourn of Edmond Stuart Hotham.